# Euprymna
Euprymna is een geslacht van inktvissen uit de familie van de Sepiolidae.

## Soorten
- Euprymna albatrossae Voss, 1962
- Euprymna berryi Sasaki, 1929
- Euprymna brenneri Sanchez, Jolly, Reid, Sugimoto, Azama, Marlétaz, Simakov & Rokhsar, 2019
- Euprymna hoylei Adam, 1986
- Euprymna hyllebergi Nateewathana, 1997
- Euprymna megaspadicea Kubodera & Okutani, 2002
- Euprymna morsei (Verrill, 1881)
- Euprymna penares (Gray, 1849)
- Euprymna scolopes Berry, 1913
- Euprymna stenodactyla (Grant, 1833)
- Euprymna tasmanica (Pfeffer, 1884)

### Taxon inquirendum
- Euprymna bursa (Pfeffer, 1884)

### Nomen dubium
- Euprymna pusilla (Pfeffer, 1884)
- Euprymna schneehagenii (Pfeffer, 1884)

### Synoniemen
- Euprymna pardalota A. Reid, 2011 => Eumandya pardalota (Reid, 2011)
- Euprymna parva (Sasaki, 1913) => Eumandya parva (Sasaki, 1914)
- Euprymna phenax Voss, 1962 => Eumandya phenax (Voss, 1962)
- Euprymna similis Sasaki, 1913 => Euprymna morsei (Verrill, 1881)